# El Viso
El Viso is een gemeente in de Spaanse provincie Córdoba in de regio Andalusië met een oppervlakte van 254 km². El Viso telt 2.636 inwoners (1 januari 2016).

## Demografische ontwikkeling
Bron: INE, 1857-2011: volkstellingen